# Benedict (cràter)
Benedict és un petit cràter en forma de bol que es troba a l'interior del cràter Mendeleev, prop de l'equador a la cara oculta de la Lluna.

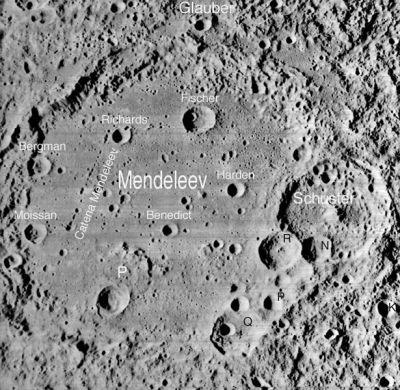
Localització de Benedict (centre de la imatge)
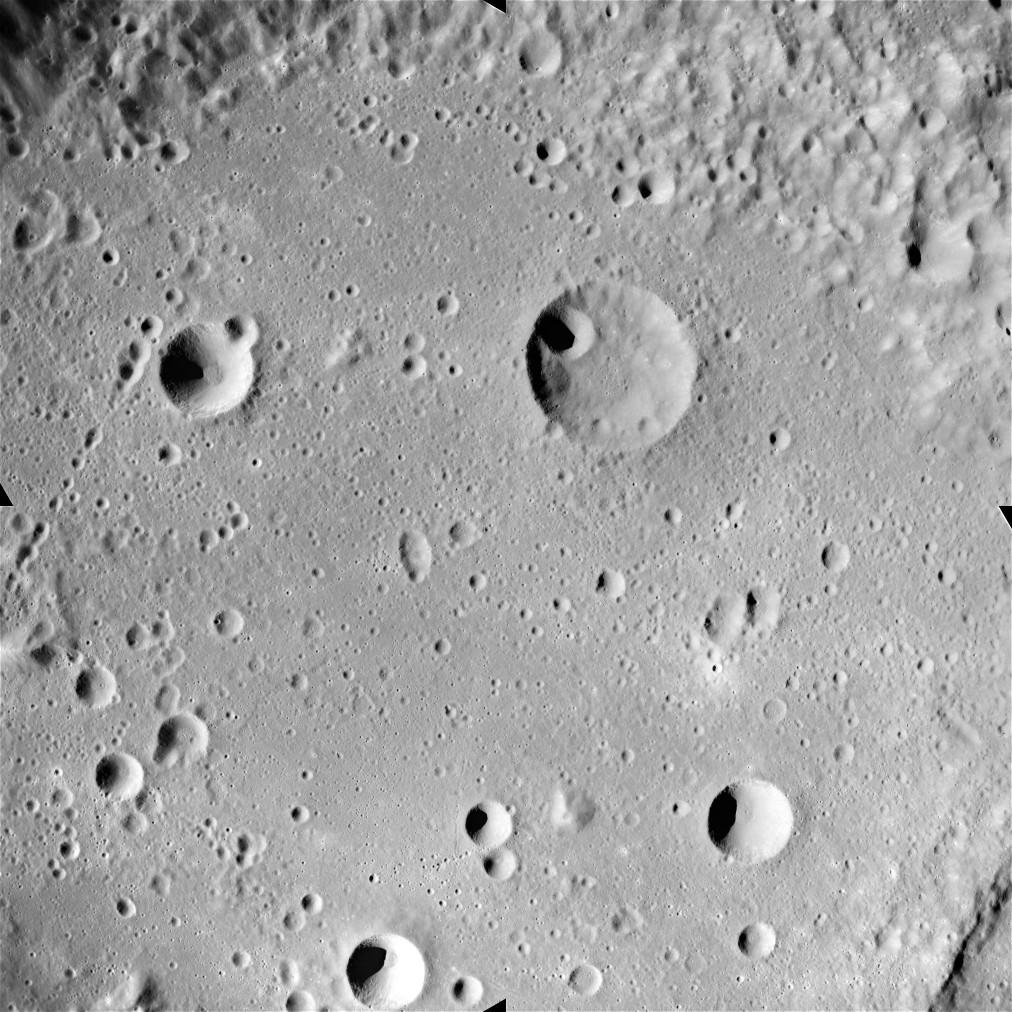
Fotografia de la missió Apollo 16

Aquest cràter és de forma circular, amb poc desgast. En el punt mig de les parets internes inclinades es localitza una petita pista central. L'albedo de les parets internes és superior al del terreny circumdant, la qual cosa indica que es tracta d'una formació relativament jove.